# Maskenstein

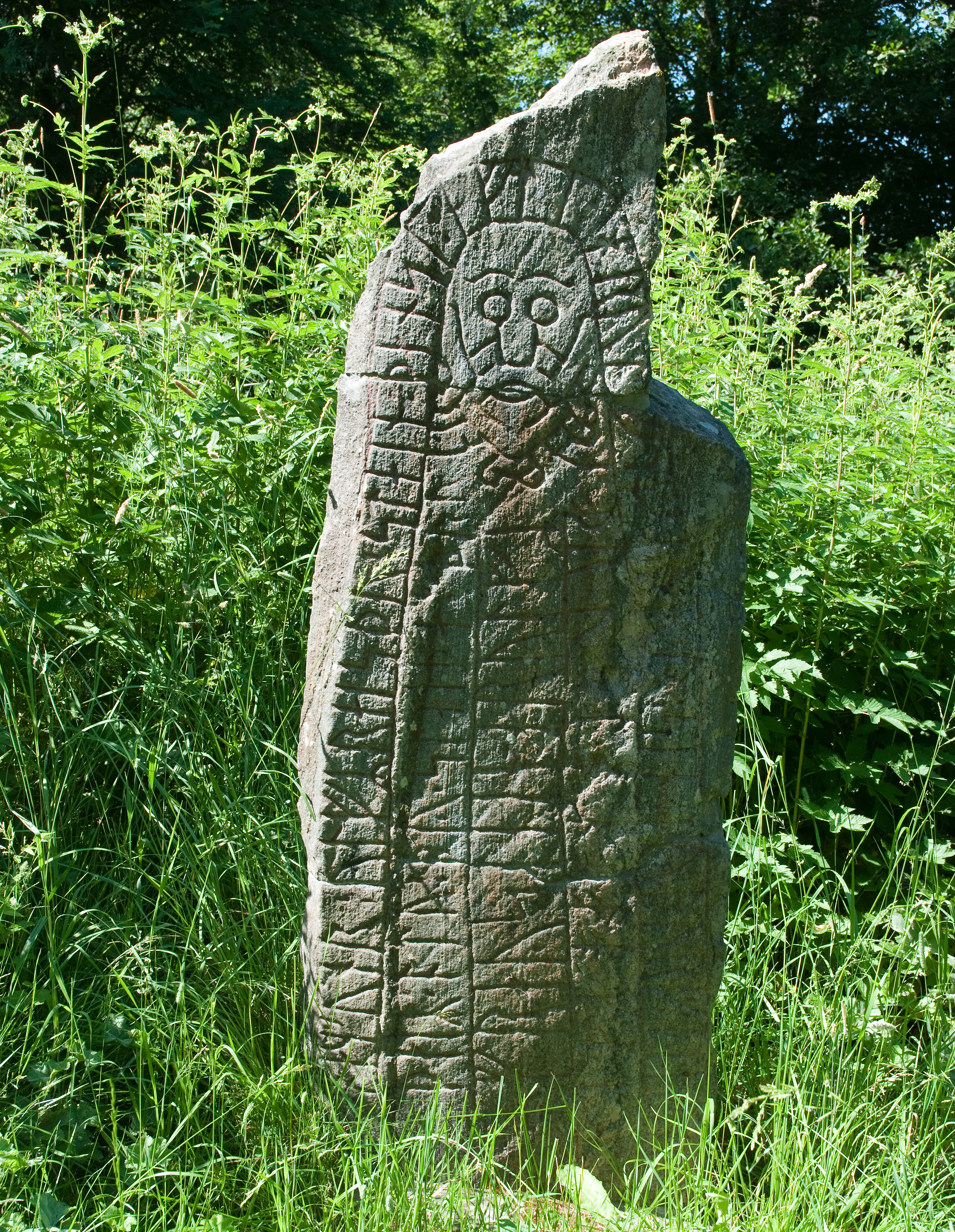
Runenstein von Släbro

Maskenstein (dänisch maskesten, schwedisch skräckmask „Schreckmaske“) ist die Bezeichnung für Runensteine und andere Steine mit der Darstellung eines Gesichts („Maske“) aus der späten Wikingerzeit (um 960 – um 1050) in Schweden und Dänemark.

## Maskensteine in Schweden
Södermanland (Sö):
- Sö 86, Runenstein von Åby
- Sö 90, Runenstein von Lövhulta

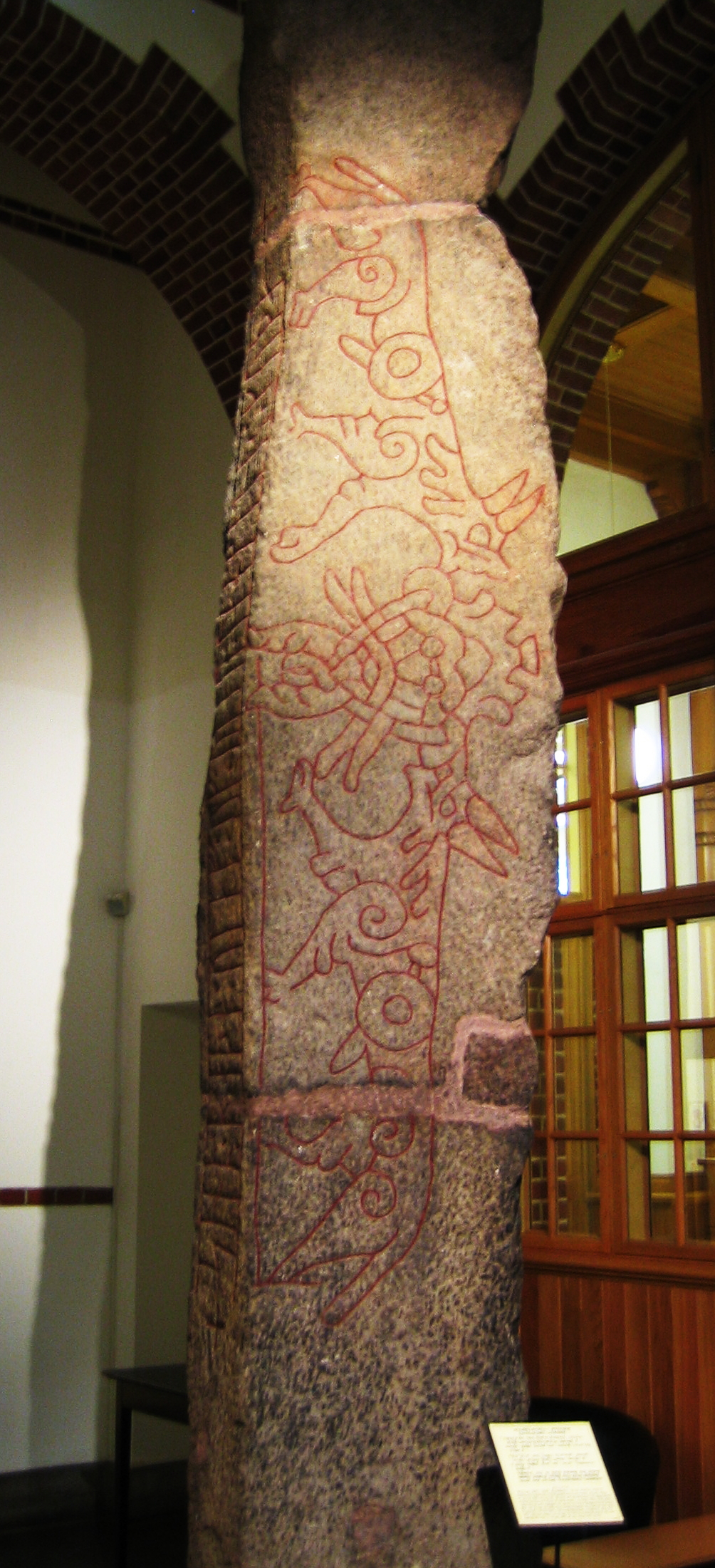
Der vier Meter hohe Runenstein von Lund: die Seite mit einer Maske zwischen zwei Wölfen

- Sö 112, einer der Runensteine von Kolunda
- Sö 167, Runenstein von Landshammar
- Sö 175, Gislestenen in Aspö
- Sö 367, Runenstein von Släbro (die Maskendarstellung erinnert an die dänischen Steine von Sjelle und Aarhus)

Västergötland (Vg):
- Vg 40, Runenstein an der Råda kyrka
- Vg 106, Runenstein von Lassegården

Närke (Nä):
- Nä 34, Runenstein von Nasta

Uppland (U):
- U 508, Runenstein von Gillberga
- U 670, in Rölunda
- U 678, Runenstein von Skokloster
- U 824, Runenstein in Holms
- U 1034, Runenstein in Tensta
- U 1150, Runenstein in Björklinge

Mit DR-Nummer (DR = Danmarks runeindskrifter)
- DR 258, Runensteinfragmente von Bösarp
- DR 286, Hunnestad-Monument (Verlust)
- DR 314, Runenstein von Lund (siehe Bild rechts)
- DR 335, Steinkreis von Västra Strö

## Maskensteine in Dänemark
- DR 62, Stein von Sjelle

Der äußerste schmale Stein zeigt im Zentrum eine Maske. Die beidseits der Maske senkrecht aufgeführte Inschrift lautet:
„Freystein setzt diesen Stein zur Erinnerung an Gyrðr seinen Kameraden, Sigvaldis Bruder“
Der Rest ist unleserlich.

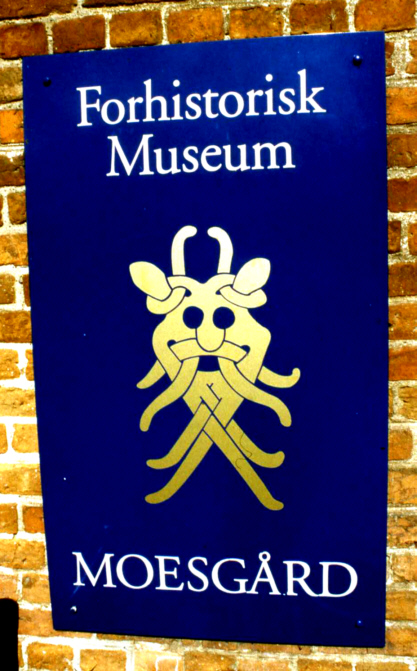
Der Maske des Steins von Aarhus als Motiv auf einem Schild im Moesgaard Museum

- DR 66, Stein von Aarhus (um 960/1050)

Der Stein befindet sich im Moesgaard Museum in Aarhus. Auf einer Seite ist eine Maske dargestellt, auf den zwei anderen Seiten eine Runeninschrift.

Der Maskenstein von Aarhus
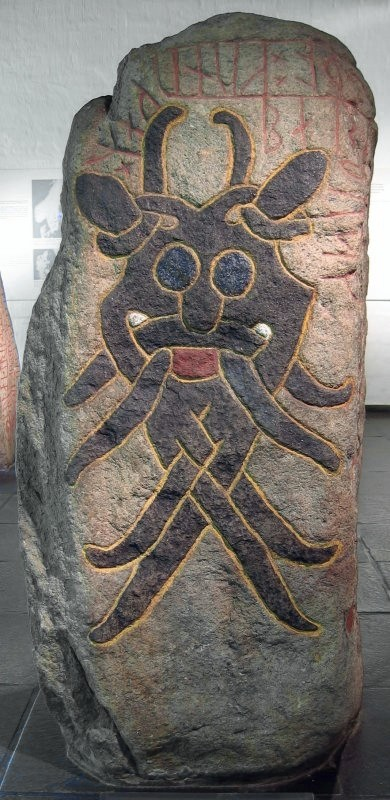
Seite mit Maske
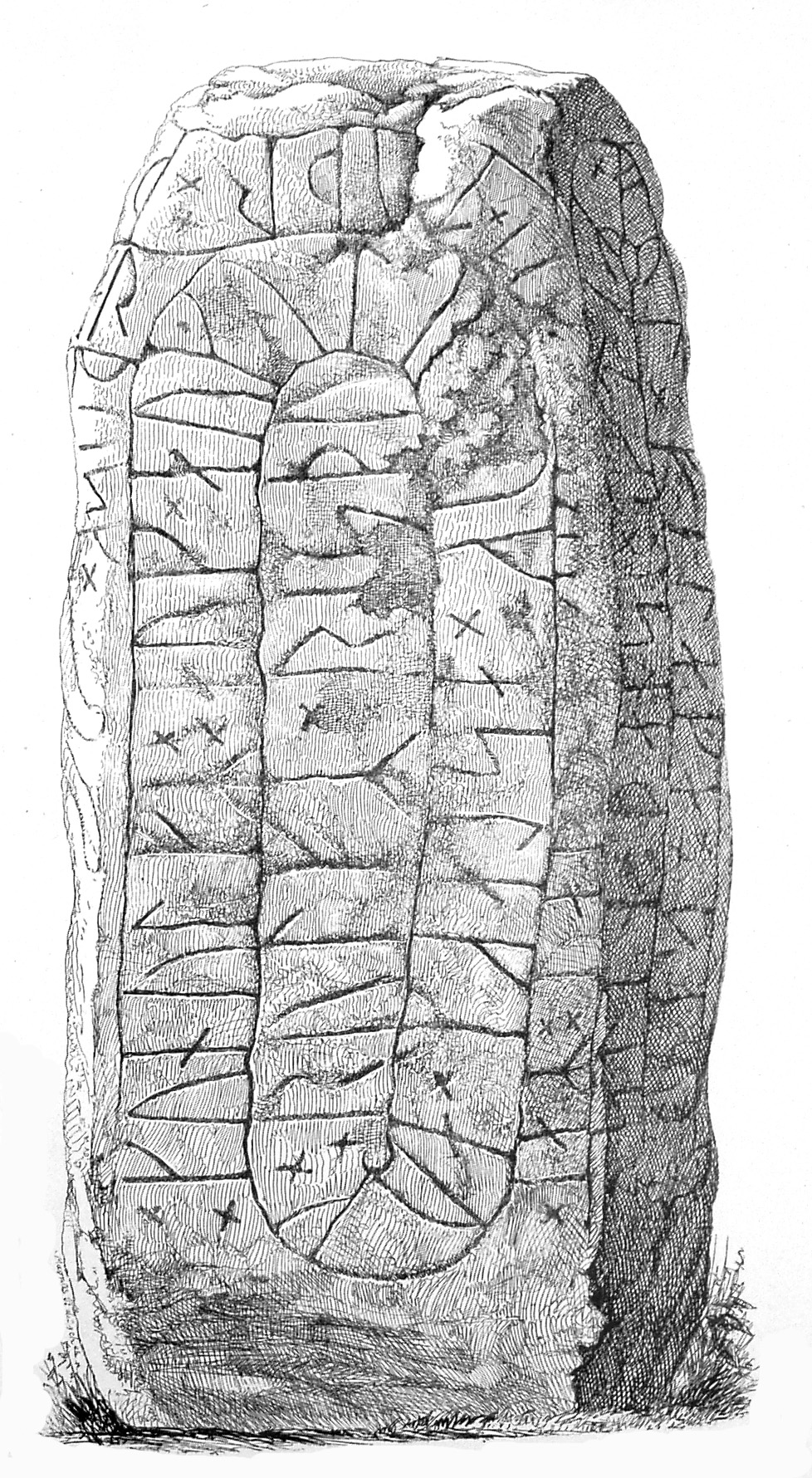
Seite mit Runen (Zeichnung)
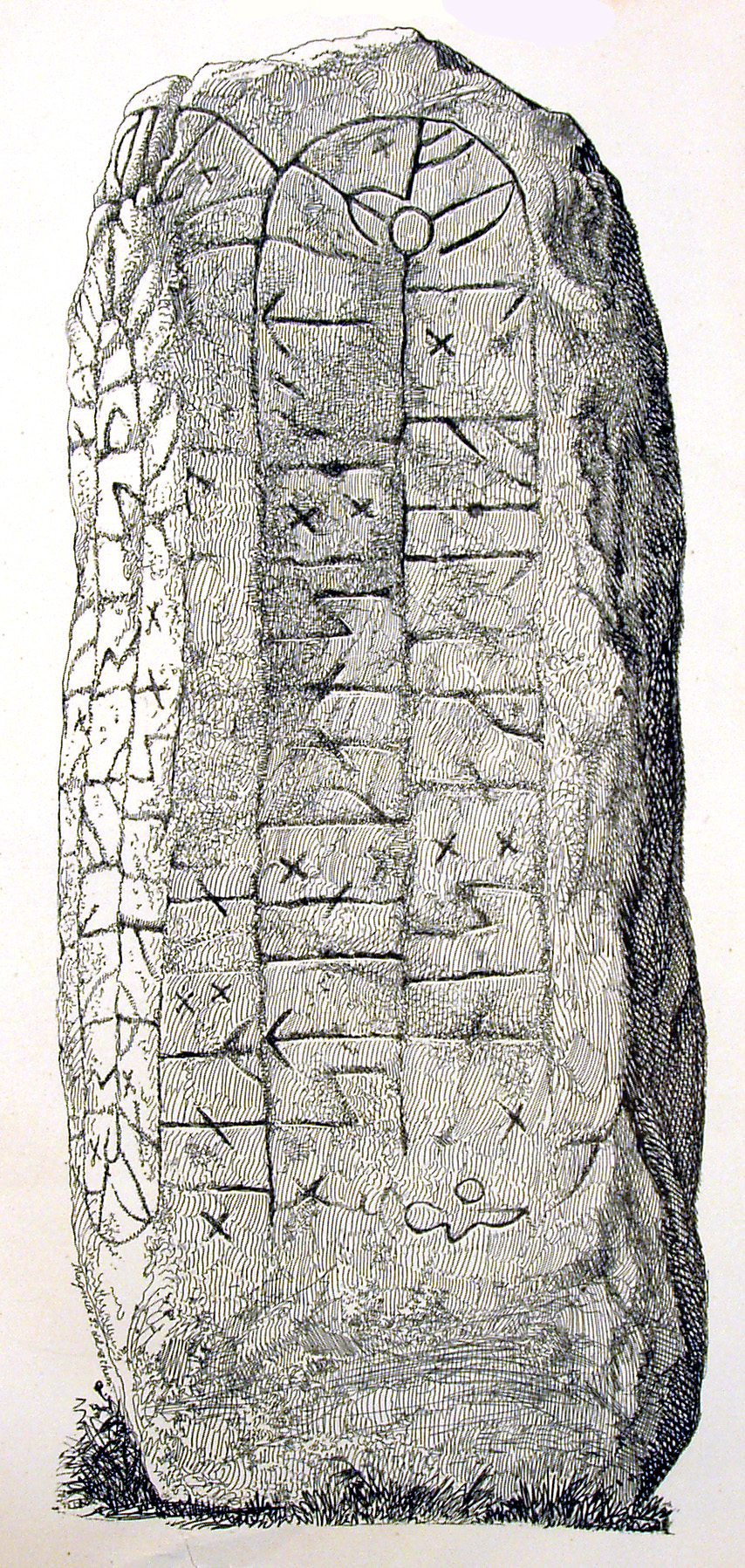
Seite mit Runen (Zeichnung)

Die Inschrift des Steins von Aarhus lautet:
„Gunulv und Ögot und Aslag und Rolf ließen diesen Stein errichten nach Ful ihrem Fahrtgenossen, der … den Tod fand, als (die) Könige kämpften.“
Die Inschrift des schwedischen Runensteins an der Råda kyrka endet mit einem ähnlichen Passus: „Er wurde in der Schlacht getötet, als die Könige kämpften.“

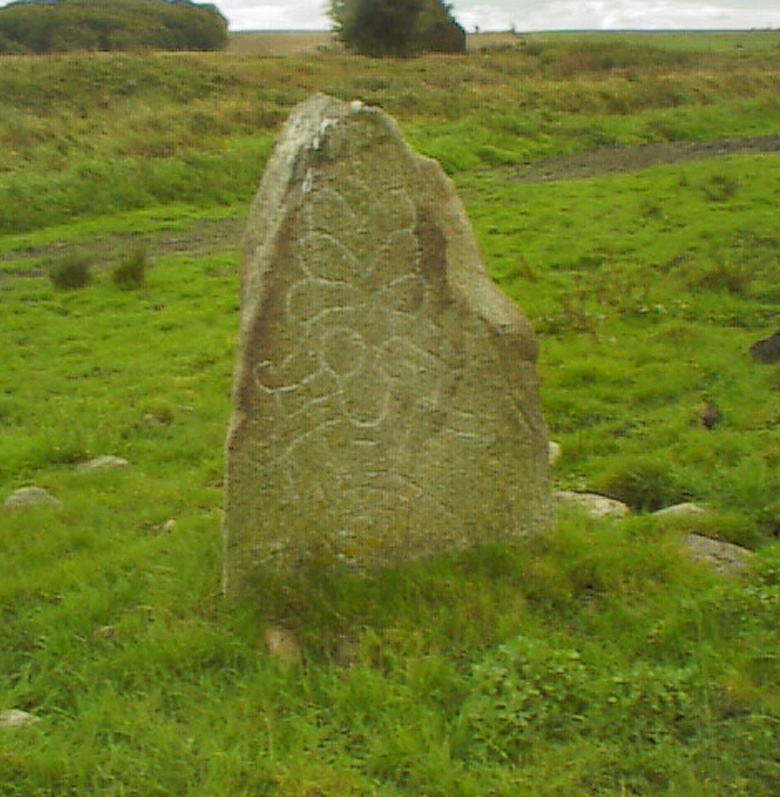
Der Bildstein von Sjellebro, ein Maskenstein ohne Runeninschrift

- DR 81, einer der beiden Runensteine von Skjern

Der Stein steht nahe dem Ringkøbing Fjord, auf dem Friedhof der Kirche von Skjern. Er trägt im Zentrum der Schauseite eine Maske, die derjenigen von Sjellebro ähnelt. Seine Inschrift lautet:
„Sasgard, Finnulvs Tochter, errichtete diesen Stein für Odinkar, den Sohn Osbjørns den teuren und fürstengetreuen. Ein Zauberer (soll) den Mann (treffen, verfluchen) der dieses Denkmal zerstört.“
- DR 1985:539, Bildstein von Sjellebro

Der 1,7 Meter hohe Stein ist nur mit einem großen Gesicht (Troll) versehen, er trägt keine Inschrift.
- DR AUD1996;274 oder DK MJy 10, Runenstein von Bjerring. Er wurde 1996 während der Restaurierung des Nordportals der Bjerring Kirche als Schwellenstein gefunden. Auf der Rückseite des Steins ist eine Maske im Mammenstil geschnitzt. In der Maske sind Spuren der rötlich-gelbe Farbe zu sehen, die nur selten erhalten bleibt.